# Música de Azerbaiyán

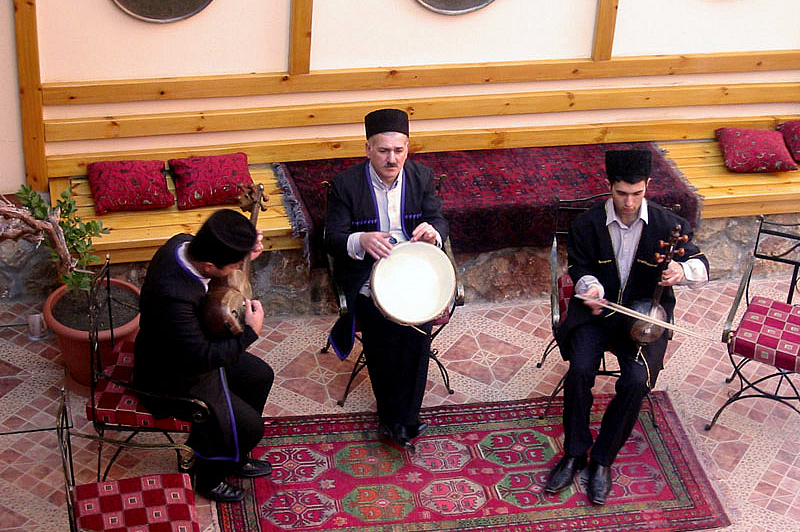
Músicos de Mugham

La Música de Azerbaiyán se basa en las tradiciones populares que se remontan casi mil años. Durante siglos, la música de Azerbaiyán se ha desarrollado bajo la insignia de la monodia, produciendo rítmicamente diversas melodías. La música de Azerbaiyán tiene una ramificada sistema de modalidad, donde cromatación de mayores y menores escalas es de gran importancia. Entre los instrumentos musicales nacionales hay 14 instrumentos de cuerda, ocho instrumentos de percusión y seis instrumentos de viento. 

## Música folclórica
Mugham, meykhana y arte ashiq son una de las muchas tradiciones musicales de Azerbaiyán. 
Mugham suele ser una suite con la poesía y los interludios instrumentales. Al realizar Mugham, los cantantes tienen que transformar sus emociones en el canto y la música. Cantante Mugham Alim Qasimov que es reverenciado como uno de los cinco mejores cantantes de todos los tiempos. En contraste con las tradiciones mugham de los países de Asia Central, mugham azerí es más de forma libre y menos rígido.
Meykhana es un tipo de canción popular distintivo acompañado azerí tradicional, por lo general realizado por varias personas improvisando sobre un tema en particular.
Ashiq combina poesía, narración de cuentos, la danza y la música vocal e instrumental en un arte escénico tradicional que se erige como un símbolo de la cultura de Azerbaiyán. Es un trovador místico o bardo que viaja que canta y toca el saz. Esta tradición tiene su origen en las creencias chamánicos de los antiguos pueblos turcos. Canciones Ashiqs son semi-improvisado alrededor de las bases comunes.